# Cathédrale Notre-Dame-de-l'Assomption de Thurles
Cette  cathédrale n’est pas la seule cathédrale Notre-Dame-de-l'Assomption.
La cathédrale Notre-Dame-de-l’Assomption de Thurles est une cathédrale catholique Irlandaise, siège de l'archidiocèse de Cashel et Emly.

## Histoire
La cathédrale se tient sur le site d’une ancienne chapelle, dans le centre de Thurles. Sa construction commence en 1865, et elle est consacrée par l’archevêque Croke le 21 juin 1879. L’architecte en est James Joseph McCarthy (en), Barry McMullen le constructeur, et J.C. Ashlin responsable des travaux.
L’édifice présente beaucoup d’attraits architecturaux, dont une imposante rosace, un baptistère extérieur et un autel richement décoré. Sa plus importante possession est un tabernacle ouvragé de Giovanni Giacomo Della Porta (it), élève de Michel-Ange.
La cathédrale a été en grande partie rénovée, et le sanctuaire remodelé, à l’occasion de son centenaire en 1979.

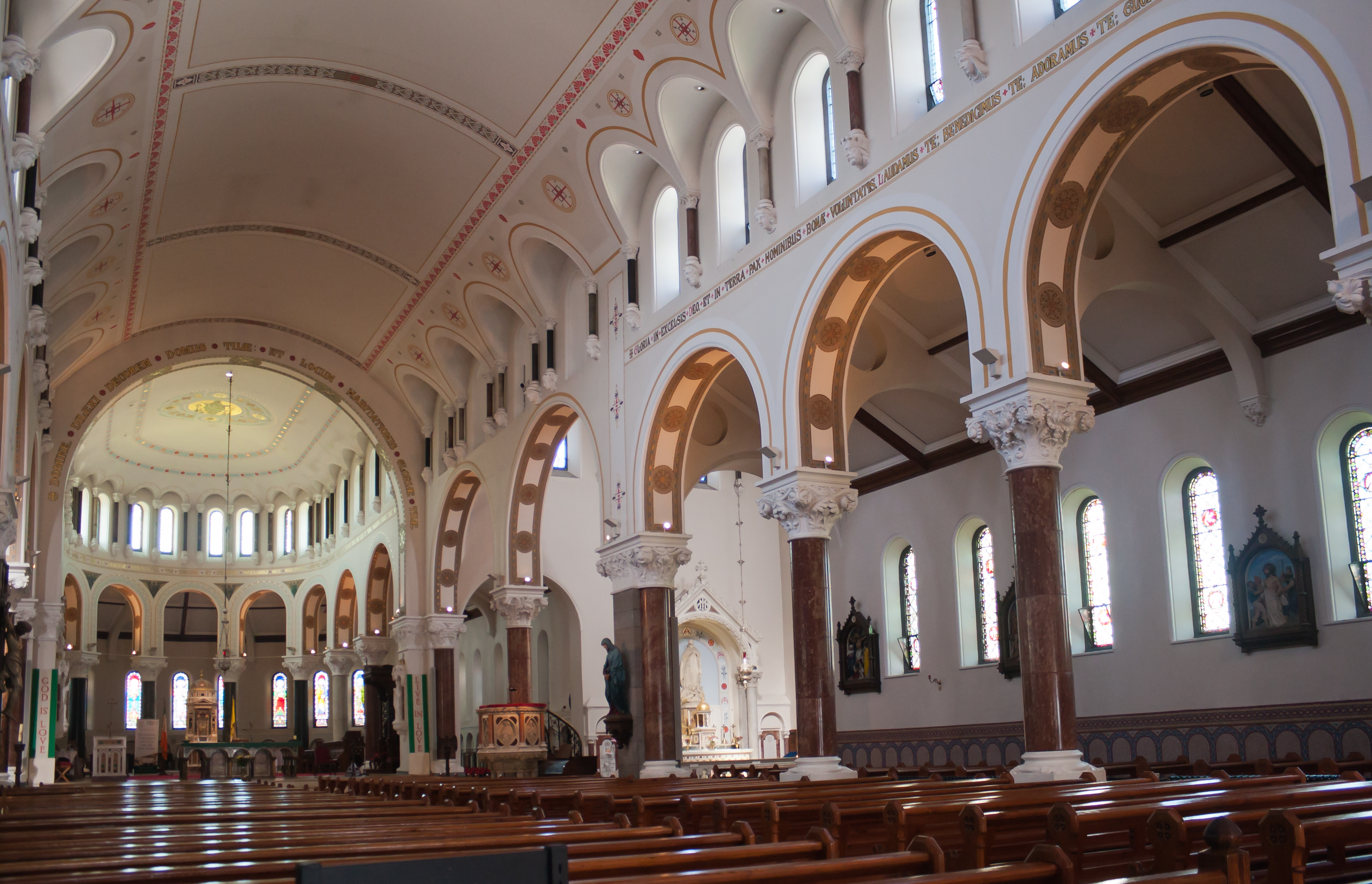
La nef vers le chœur.
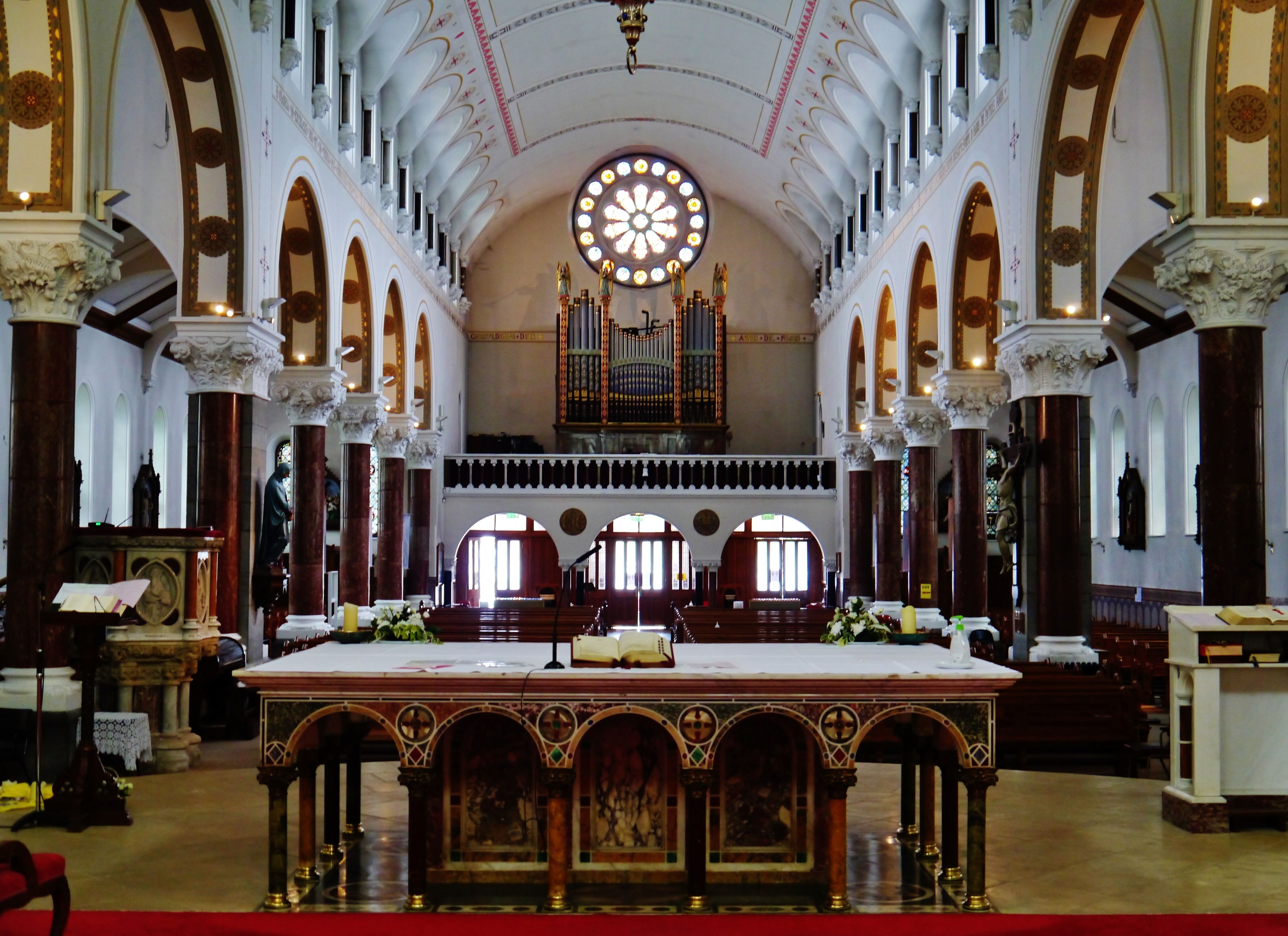
L'autel, avec l'orgue et la rosace de la façade.
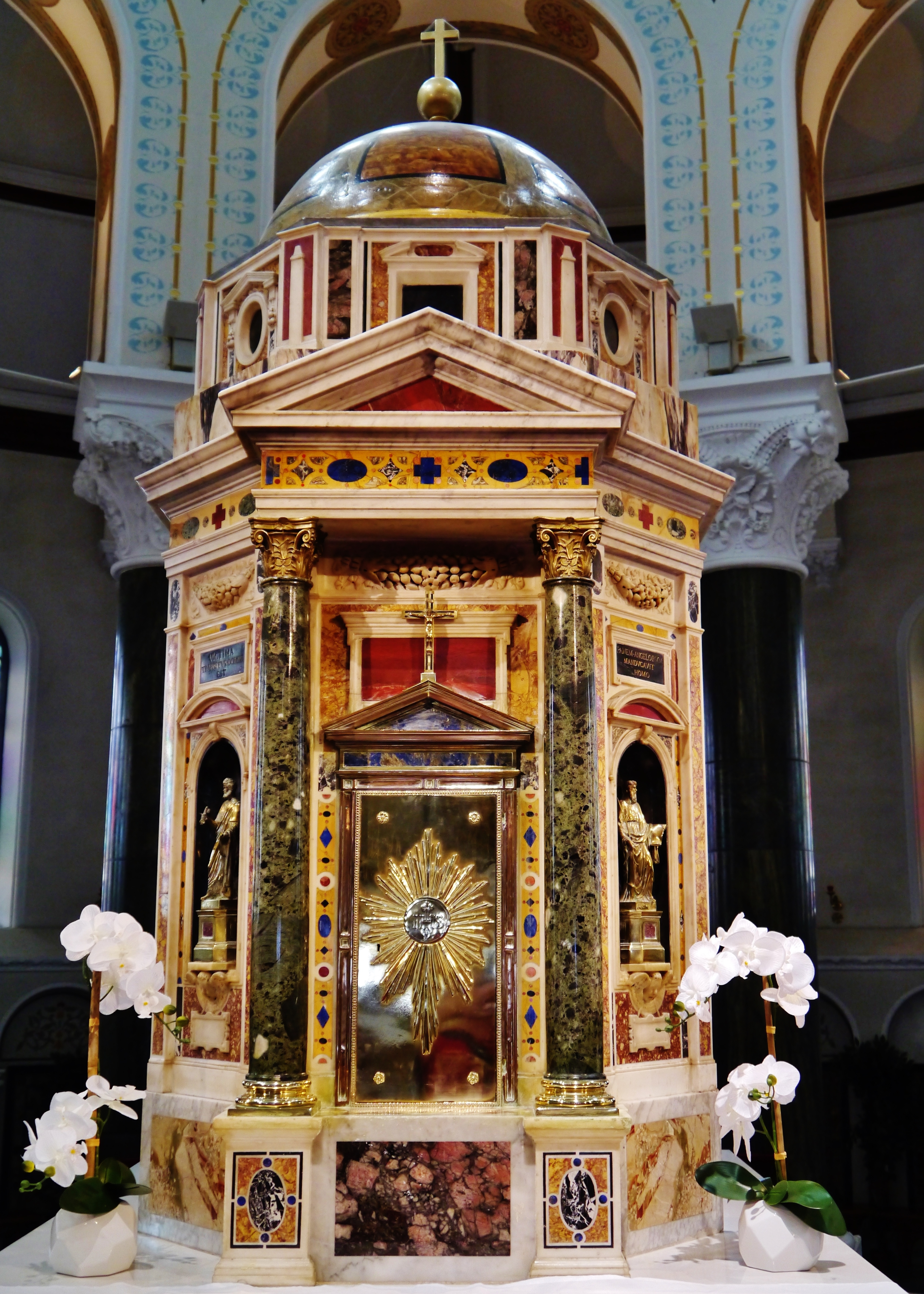
Le tabernacle.